# Parioli Challenger
Il Parioli Challenger è stato un torneo professionistico di tennis giocato su campi in terra rossa. Faceva parte dell'ATP Challenger Series. Si giocava annualmente al circolo Tennis Club Parioli di Roma, in Italia.

## Albo d'oro

### Singolare
| Anno | Campione                | Finalista              | Punteggio     |
| ---- | ----------------------- | ---------------------- | ------------- |
| 1979 | Dominique Bedel         | Corrado Barazzutti     | 6–4, 7–5      |
| 1980 | Corrado Barazzutti (1)  | Dominique Bedel        | 1–6, 6–3, 6–2 |
| 1981 | Alejandro Pierola       | Corrado Barazzutti     | 6–4, 3–6, 6–4 |
| 1982 | Corrado Barazzutti (2)  | Alejandro Ganzábal     | 6–3, 2–6, 6–1 |
| 1983 | Jimmy Brown             | Corrado Barazzutti     | 6–1, 6–2      |
| 1984 | John Frawley            | Francisco Yunis        | 6–4, 7–5      |
| 1985 | Guillermo Rivas         | Simone Colombo         | 7–6, 1–6, 7–6 |
| 1986 | Simone Colombo          | Jörgen Windahl         | 6–4, 6–2      |
| 1987 | Carlos Di Laura         | Guillermo Pérez Roldán | 6–3, 6–2      |
| 1988 | Massimo Cierro          | Thomas Haldin          | 6–1, 6–1      |
| 1989 | Stefano Pescosolido (1) | Oliver Fuchs           | 6–1, 6–2      |
| 1990 | Fernando Luna           | Magnus Larsson         | 6–3, 4–6, 6–4 |
| 1991 | Stefano Pescosolido (2) | Bart Wuyts             | 6–3, 6–4      |
| 1992 | Franco Davín            | Francisco Roig         | 6–1, 6–4      |
| 1993 | Vincenzo Santopadre     | Massimo Valeri         | 7–6, 3–6, 6–4 |

### Doppio
| Anno | Campioni                             | Finalisti                            | Punteggio     |
| ---- | ------------------------------------ | ------------------------------------ | ------------- |
| 1979 | Phil Dent Dick Crealy                | Syd Ball Kim Warwick                 | 6–3, 3–6, 7–6 |
| 1980 | Klaus Eberhard Ulrich Marten         | Karl Meiler Werner Zirngibl          | 3–6, 6–3, 7–5 |
| 1981 | Henri Leconte Gilles Moretton        | Florin Segărceanu Ben Testerman      | 6–4, 6–3      |
| 1982 | Iván Camus Gabriel Urpi              | Guillermo Aubone Fernando Maynetto   | 3–6, 6–4, 6–3 |
| 1983 | Givaldo Barbosa Ney Keller           | Gianni Marchetti Enzo Vattuone       | 6–3, 6–2      |
| 1984 | Simone Colombo (1) Gianni Ocleppo    | John Frawley Michiel Schapers        | 4–6, 6–4, 6–3 |
| 1985 | Claudio Mezzadri Patrizio Parrini    | Paolo Canè Simone Colombo            | 6–4, 3–6, 6–4 |
| 1986 | Paolo Canè Simone Colombo (2)        | Stephan Medem Dominik Guido Utzinger | 6–1, 6–4      |
| 1987 | Mark Basham Brett Buffington         | Massimo Cierro Alessandro De Minicis | 4–6, 6–2, 6–1 |
| 1988 | Andreas Lesch Torben Theine          | Massimo Cierro Alessandro De Minicis | 6–3, 6–1      |
| 1989 | Massimo Cierro Alessandro De Minicis | Enrico Cocchi Francesco Pisilli      | 6–4, 6–1      |
| 1990 | Branislav Stankovič Richard Vogel    | Nicola Bruno Stefano Pescosolido     | 7–5, 6–3      |
| 1991 | Marcos Górriz Andrej Ol'chovskij     | Martin Damm David Rikl               | 7–5, 2–6, 6–2 |
| 1992 | Shelby Cannon Greg Van Emburgh       | Luis Lobo Daniel Orsanic             | 7–6, 6–4      |
| 1993 | Cristian Brandi Federico Mordegan    | Sean Cole Jon Ireland                | 6–3, 7–5      |